# Albrecht von Roon
Albrecht Theodor Emil Graf von Roon (n. 30 aprilie 1803 - d. 23 februarie 1879) a fost un mareșal (până în 1871 prusac) și om de stat german.

## Biografie
Obținând gradul de ofițer în 1821, își continuă studiile la corpul de cadeți din Berlin. În 1830 s-a înrolat în serviciul la Statul Major General prusac. Între anii 1844-1848, el a fost tutorele prințului Friedrich Karl al Prusiei, apoi a servit la diverse funcții și comandamente. Numit în 1849 ca șef de corp, a fost trimis pentru a suprima revoluția din Baden. La 20 iunie 1856 a fost ridicat în grad de comandant al Brigăzii a 20-a Infanterie, la 15 octombrie aceluiași an la gradul de general-maior. Pe 22 noiembrie 1858 a fost numit comandant al Diviziei a 14-a Infanterie, și pe 31 mai 1859 a fost promovat la gradul de locotenent-general.
La 2 septembrie 1859 a devenit ministru pentru reorganizarea armatei iar pe 5 decembrie a fost desemnat ministru de război al Prusiei, rămânând în această poziție până în 1873. Între 16 aprilie 1861 - 31 decembrie 1871, de asemenea, a fost ministru al marinei prusace. La 8 iunie 1866 a fost promovat la gradul de general de infanterie.
Realizarea reformelor militare au îmbunătățit substanțial eficacitatea de luptă a Armatei Prusace (majorarea numărului de soldați, introducerea unui serviciu de trei ani activ, activități accelerate de mobilizare, și altele), care au jucat un rol important în victoria Prusiei în războaiele împotriva Danemarcei (în 1864), Austriei (1866) și Franței (1870-1871). A fost un prieten bun al regelui Wilhelm I, care i-a permis lui Roon să influențeze politica internă a Prusiei. Astfel, potrivit acestuia, Otto von Bismarck a fost numit ministru-președinte al Prusiei. Atunci când Bismarck a fost proclamat cancelar german, Roon, fost ministru-președinte al Prusiei a demisionat la data 1 ianuarie 1873.